# کازوما سوزوکی
کازوما سوزوکی (انگلیسی: Kazuma Suzuki؛ زادهٔ ۱۰ سپتامبر ۱۹۶۸) بازیگر، Director اهل ژاپن است. وی از سال ۱۹۸۷ میلادی تاکنون مشغول فعالیت بوده‌است.
از فیلم‌ها یا برنامه‌های تلویزیونی که وی در آن نقش داشته‌است می‌توان به قصه‌های غیر معمول، گردن اشاره کرد.